# Sky Pacific
Sky Pacific is een televisieaanbieder in de Republiek Fiji, onderdeel van Fiji Television. Dit laatstgenoemde bedrijf levert via betaaltelevisie 16 kanalen via de satelliet. Sky Pacific heeft bereik over een groot gedeelte van de Grote Oceaan.

## Beschikbare kanalen
- Fiji One
- Nickelodeon
- Cartoon Network
- ESPN
- Australia Network
- CNN
- Discovery Channel

- Sky Pacific World
- MTV
- Super Channel (Fiji)
- Bollywood Xtra
- Star Movies
- BBC World News
- Parivaar Entertainment
- Star World
- NHK

## Overzeese relaties
Sky Pacific heeft op dit moment distributieovereenkomsten met vijf van de naburige Pacifische (ei)landen.
- Cookeilanden (Cook Islands Networking, Entertainment, & Multimedia Associates Ltd. - C.I.N.E.M.A.)
- Kiribati (Television Kiribati)
- Tonga (Tonga Broadcasting Commission)
- Tuvalu (Tuvalu Telecommunications)
- Tuvalu (Television Tuvalu)
- Vanuatu (Telsat Pacific)